# Fear Itself (comics)
Fear Itself est un crossover de bande dessinées de super-héros publié en 2011 par Marvel Comics. Il est constitué d'une mini-série du même nom écrite par Matt Fraction et dessinée par Stuart Immonen (7 numéros), d'un prologue écrit par Ed Brubaker et dessinée par Scot Eaton, de 18 mini-séries dérivées d'un à sept comic books centrés sur un personnage ou une équipe de super-héros, de 17 arc narratifs intégrés à des comic books réguliers, de trois épilogues d'un épisode et de deux mini-séries conclusives. C'est le premier cross-over de cette ampleur depuis Secret Invasion en 2008.
Cette série décrit le combat des super-héros de l'univers Marvel contre le Serpent, dieu de la Peur qui crée une vague de panique sur le monde entier afin de récupérer le trône d'Asgard, dont il s'estime injustement privé par son frère Odin, père de Thor. Aidé par Sin, la fille de Crâne Rouge, et les Dignes, des personnes surpuissantes qu'il a réduites en esclavage, le Serpent affronte l'ensemble des super-héros de l'univers Marvel, lesquels appellent cette confrontation la Guerre du Serpent. Captain America et Thor sont les deux leaders de la lutte.